# Retrait du béton
Pour les articles homonymes, voir Retrait.
Le retrait du béton est une contraction dimensionnelle du béton due à des phénomènes chimiques et physiques. Le joint de retrait longitudinal et transversal, réalisé par traits de scie ou par mise en place d’un joint profilé PVC avant coulage de la dalle, permet le libre retrait du béton.
Le retrait du béton est indépendant de tout chargement du matériau (voir fluage du béton).
Ce phénomène se produit dès la mise en œuvre du béton, pendant sa prise et son durcissement et se développe au cours du temps.

## Les différents retraits

### Sédimentation du béton et ressuage
Pendant la mise en place du béton, les composants les plus lourds ont tendance à descendre par gravité entraînant une ségrégation du béton, provoquant un tassement du béton et la formation d'un film d'eau en surface ou ressuage.

### Retrait plastique
Le retrait plastique est provoqué par la dessiccation du béton avant sa prise. Ce retrait dépend des conditions climatiques au moment de la mise en place du béton (humidité, température, vitesse du vent). Il peut être limité par la cure du béton.

### Retrait chimique ou contraction Le Chatelier
Pendant les phases d'hydratation des silicates de calcium contenus dans le ciment pour former ce qui est désigné par C-S-H en notation cimentière il se produit une contraction de volume qui a été mise en évidence dès 1894 par Le Chatelier.
La valeur du retrait dépendant du volume occupé par une mole de C-S-H (silicate de calcium hydraté ou Calcium silicate hydrate), il peut varier légèrement en fonction des conditions de l'hydratation.

### Retrait pendant la prise du béton

#### Retrait sans échange d'eau vers l'extérieur
- Retrait endogène

Ce retrait est aussi appelé retrait d'autodessiccation ou retrait d'hydratation se produisant pendant le séchage du béton. C'est un retrait interne provoqué par la densification du réseau de pores plus petits qui extraient l'eau de pores plus grands. Ce réseau de pores subit alors une dépression et provoque une diminution de volume par dessication interne.
- Retrait thermique

La prise du béton est une réaction chimique exothermique. Elle entraîne une augmentation de température dans le béton pendant sa prise.
Ce retrait dépend de la chaleur se dégageant pendant la réaction chimique au cours de l'hydratation du ciment et provoque une diminution de volume par refroidissement.
Dans des pièces massives, la chaleur dégagée par la réaction d'hydratation du ciment entraîne des élévations importantes de température. Les gradients thermiques internes ou le blocage du raccourcissement d'une pièce pendant son refroidissement peut provoquer une fissuration importante. Pour des pièces massives, on peut avoir une température interne de 80 °C dans le noyau et un gradient thermique entre le noyau et le parement de 30 °C pouvant générer une contrainte de traction théorique de :
σ = Ec × αthc × ΔT , avec le module de déformation du béton Ec = 30 GPa, et le coefficient linéaire de dilatation thermique αthc = 10 × 10−6 K−1, soit σ = 9 MPa, nettement supérieure à la résistance en traction du béton, entraînant une fissuration de peau.

#### Retrait avec échange d'eau avec l'extérieur
- retrait de dessication

Ce retrait est aussi appelé retrait de séchage. Il est dû à un échange d'humidité avec le milieu environnant.

### Retrait de carbonatation
Ce phénomène se produit au cours du temps par diffusion du gaz carbonique par les pores du béton et réaction chimique avec le ciment.

## Conséquence et protection contre le retrait

Fissuration de peau du béton.

La conséquence d'un retrait non maîtrisé est une fissuration du béton.
Cette ouverture des fissures peut être limitée si des mesures sont prises dès :
- la formulation du béton avec le choix du ciment pour limiter l'exothermie de la réaction d'hydratation du ciment et de la quantité d'eau libre dans le béton,
- la mise en œuvre en protégeant le béton par un produit de cure et en laissant le coffrage en place pendant un temps suffisant pour limiter l'échange d'eau avec le milieu extérieur quand la résistance du béton est faible,
- la limitation des contraintes de traction dans le béton,
- la limitation des diamètres des armatures du ferraillage dans la pièce en béton armé considérée pour répartir la fissuration et contrôler l'ouverture des fissures.

Ces mesures sont d'autant plus nécessaires que le retrait est gêné, par exemple, quand une dalle est bétonnée sur une poutre préfabriquée, voire bloqué, par exemple, dans le cas d'une structures mixte acier-béton ou d'une dalle bloquée par les murs périphériques.

## La prise en compte du retrait dans l'Eurocode

### Dans l'Eurocode 2 (Norme EN 1992)
L'article 3.1.4 de la norme EN 1992-1-1 défini le retrait à prendre en compte dans les calculs comme la somme de deux retraits :
- le retrait de dessication,
- le retrait endogène.

Le retrait de dessication évolue lentement car il dépend de la migration de l'eau dans le béton durci.
Le retrait endogène est une fonction linéaire de la résistance du béton.
La déformation totale due au retrait ɛcs est la somme de la déformation due au retrait de dessication ɛcd et de la déformation due au retrait endogène ɛca : ɛcs = ɛcd + ɛca
La valeur finale du retrait de dessication ɛcd,∞ est donnée par : ɛcd,∞ = kh × ɛcd,0
où :
kh est un coefficient dépendant de l'épaisseur moyenne h0 (par exemple, pour une dalle exposée à la dessication sur ces deux faces, h0 = épaisseur de la dalle, si une étanchéité est placée sur une face, h0 = 2 fois l'épaisseur de la dalle) de la pièce considérée,
ɛcd,0 est la valeur nominale du retrait de dessication non gêné qui dépend de l'humidité relative et de la résistance du béton.
L'évolution du retrait de dessication dans le temps est donnée par ɛcd(t) = βds(t, ts) × kh . ɛcd,0
Où :
t est le temps en jour à l'instant considéré,
ts est l'âge du béton en jour au début du retrait de dessication, en général, à la fin de la cure du béton.
Pour la déformation due au retrait endogène, au temps t : ɛca(t) = βas(t) × ɛca(∞)
avec :
ɛca(∞) = 2,5 × (fck - 10) × 10-6
βas(t) = 1 - exp(-0,2 × t0,5)
L'Eurocode 2 ne tient pas compte du retrait thermique.

### Dans l'Eurocode 4 (Norme EN 1994)
L'Eurocode 4 concernant les ouvrages mixtes acier-béton permet de tenir compte du retrait thermique en plus des retraits endogène et de dessication définis dans l'Eurocode 2.
Dans l'EN 1994-2, ce retrait thermique est pris en compte par une différence de température ΔT = 20 °C entre l'acier et le béton au moment de bétonnage. L'annexe nationale française limite cette différence à 10 °C. Le retrait thermique est appliqué à la structure en même temps que la somme des retraits endogène et de dessication à la mise en service. Il permet de déterminer les zones fissurées.

## Mise en œuvre du béton
Les caractéristiques du béton sont spécifiées en conformité avec la norme EN 206 - Béton - Spécification, performances, production et conformité (modifiée en novembre 2014).
La mise en place des bétons doit se faire en respectant les obligations définies dans la norme EN 13670 - Exécution des structures en béton (février 2013) et son annexe nationale. En France, pour les ouvrages dépendant de l'État, ces obligations sont reprises dans le Fascicule n°65 - Exécution des ouvrages de génie civil en béton armé ou précontraint (mai 2012) du Cahier des clauses techniques générales.